# GLTron
 (octobre 2019).
Si vous disposez d'ouvrages ou d'articles de référence ou si vous connaissez des sites web de qualité traitant du thème abordé ici, merci de compléter l'article en donnant les références utiles à sa vérifiabilité et en les liant à la section « Notes et références ».
GLTron est un jeu vidéo libre de course basé sur une séquence du film Tron. Le but du jeu est d'être le dernier pilote encore vivant dans l'arène.
La caractéristique du jeu tient dans la moto : le lightcycle. Ces motos futuristes laissent derrière elles une trainée solide sur laquelle les concurrents peuvent s'écraser et ainsi se faire éliminer.

## Système de jeu

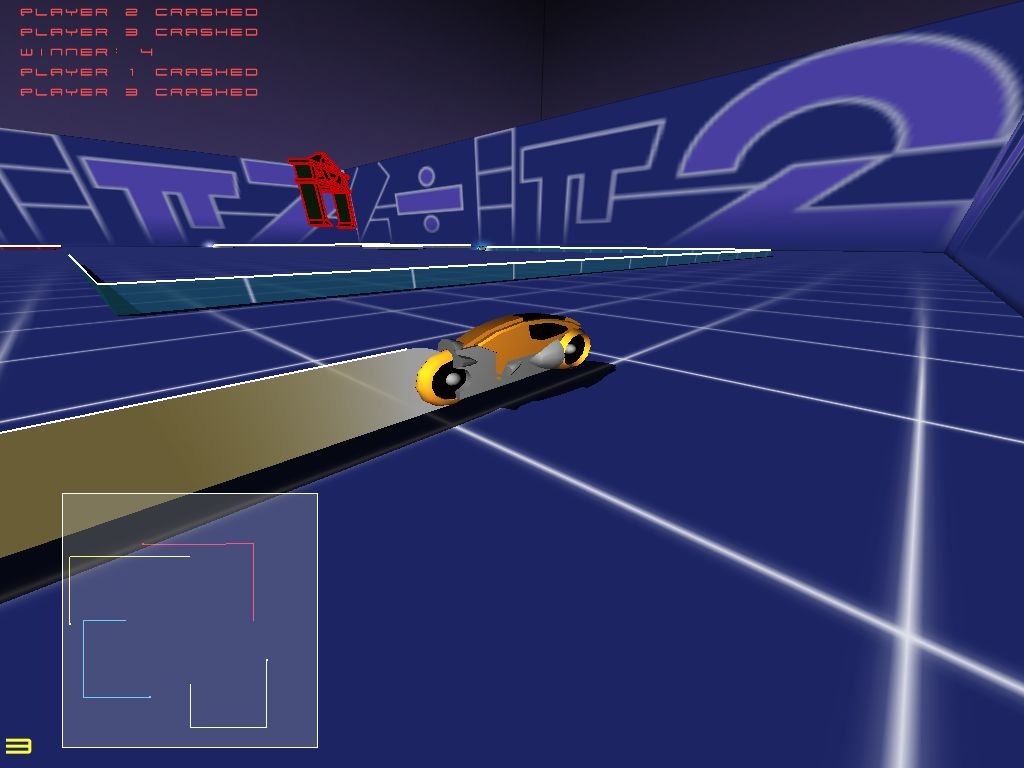
Une capture d'écran du jeu

Le but du jeu est d'être le dernier joueur dans l'arène sur une moto. Cette dernière peut être propulsée par des turbos limités. À chaque mètre que fait un joueur, une barrière de la couleur du personnage apparait. Dès qu'un joueur touche une de ces barrières (que ce soit la sienne ou pas), il meurt. Il existe de nombreuses variantes au jeu, par exemple en sélectionnant « Wall accel » ou « both » au lieu « booster ». « Booster » permet d'accélérer en plus des boutons permettant de mettre sur pause, d'aller à gauche à droite ou encore de regarder dans l'une de ces directions-ci. Tandis que « Wall ride » augmente la vitesse du joueur quand celui-ci est proche d'une paroi de lumière d'un autre joueur. Lorsque ces deux options sont activées, la vitesse des joueurs augmente considérablement.
Il existe plusieurs tailles d'arènes pouvant être sélectionnées, certaines minuscules (idéal pour deux joueurs avec une vitesse normale, ou une seule personne s'entrainant contre d'autres ordinateurs) et d'autres vastes.
Le clavier sert à contrôler le véhicule et la souris la position de la caméra.